# Gustav-Adolf Sjöberg
Gustav-Adolf Sjöberg (* 22. März 1865 in Söderfors; † 31. Oktober 1937 in Köping) war ein schwedischer Sportschütze.

## Erfolge
Gustav-Adolf Sjöberg nahm an den Olympischen Spielen 1908 in London teil. Mit dem Freien Gewehr verpasste er im Dreistellungskampf im Einzel als Vierter knapp einen Medaillengewinn, während er mit der Mannschaft die Silbermedaille hinter Norwegen und vor Frankreich gewann. Mit 760 Punkten war er der viertbeste Schütze der Mannschaft, zu der neben Sjöberg noch Per-Olof Arvidsson, Janne Gustafsson, Gustaf Adolf Jonsson, Claës Rundberg und Axel Jansson gehörten.